# Montcel (Puy-de-Dôme)
Montcel település Franciaországban, Puy-de-Dôme megyében. Lakosainak száma 559 fő (2022. január 1.). Montcel Charbonnières-les-Vieilles, Combronde, Jozerand és Saint-Hilaire-la-Croix községekkel határos.

## Népesség
A település népességének változása:
| Lakosok száma | 445  | 475  | 500  | 504  | 521  | 538  | 546  | 551  | 559  |
|               | 2013 | 2015 | 2016 | 2017 | 2018 | 2019 | 2020 | 2021 | 2022 |